# 加茂野村
加茂野村（かものむら）は、かつて岐阜県加茂郡にあった村である。
現在の美濃加茂市北西部に該当し、現在の地名は美濃加茂市加茂野町○○である。

## 歴史
- 江戸時代末期、この地域は尾張藩領、天領であった。
- 1897年（明治30年）4月1日 - 旧来の加茂野村、今泉村、鷹巣村、市橋村、稲辺村、木野村が合併し発足。
- 1954年（昭和29年）4月1日 - 太田町、古井町、下米田村、伊深村、蜂屋村、山之上村、および三和村の一部と合併し美濃加茂市が発足。同日加茂野村廃止。

## 学校
- 加茂野村立加茂野小学校（現・美濃加茂市立加茂野小学校）
- 加茂野村立加茂野中学校（1968年に太田中学校・加茂野中学校・蜂屋中学校の3校が統合され、現・美濃加茂市立西中学校）

## 交通機関
- 国鉄越美南線
- 加茂野口駅[1]・加茂野駅[2]

## 神社・仏閣
- 加茂神社
- 御鍬神社